# Рифт
Рифт је место где се две тектонске плоче Земљине коре раздвајају и, као такав, пример је екстензионе тектонике. Типичан рифт састоји се из једног спуштеног блока Земљине коре, који се назива грабен, а који је ограничен паралелно постављеним нормалним раседима. Кретањем блокова дуж ових раседа формира се рифтна долина. Она је ограничена средњоокеанским гребенима. Централна оса једног рифта углавном садржи вулканске стене (базалте) и највећи број активних рифтова карактерише се активним вулканизмом. Највећи рифтови јављају се дуж централне осе средњоокеанских гребена, где се, дуж дивергентних граница тектонских плоча, формира нова океанска кора.
Абортирани рифтови су места на континенталној кори где је почео процес рифтовања, али је прекинут пре тачке пуцања коре. У највећем броју случајева прелаз између рифтовања и ширења (почетног стадијума настанка океанске коре) дешава се на местима где се спајају три конвергентна рифта изнад вруће тачке. Два од три рифта стижу до стадијума ширења океанског дна, док трећи рифт никада не достигне тај стадијум и постаје авлакоген.